# Біатлон на зимових Олімпійських іграх 2022 — масстарт (чоловіки)
Змагання з біатлону в масстарті серед чоловіків на зимових Олімпійських іграх 2022 відбудуться 18 лютого в місті Чжанцзякоу (Китайська Народна Республіка).
Всі три медалісти Ігор-2018 Мартен Фуркад, Зімон Шемпп і Еміль-Гегле Свендсен завершили спортивну кар'єру. Перед Олімпійськими іграми Кентен Фійон-Має очолював загальний залік Кубка світу 2021—2022. У заліку масстарту перед вів Бенедикт Долль, а Фійон-Має посідав 2-ге місце.

## Результати
| Місце | Номер | Ім'я                     | Країна                     | Час | Шаблон (P+P+S+S) | Відставання |
| ----- | ----- | ------------------------ | -------------------------- | --- | ---------------- | ----------- |
|       | 1     | Кентен Фійон-Має         | Франція                    |     |                  |             |
|       | 2     | Йоганнес Бо              | Норвегія                   |     |                  |             |
|       | 3     | Антон Смольський         | Білорусь                   |     |                  |             |
|       | 4     | Тар'єй Бо                | Норвегія                   |     |                  |             |
|       | 5     | Едуард Латипов           | Олімпійський комітет Росії |     |                  |             |
|       | 6     | Емільєн Жаклен           | Франція                    |     |                  |             |
|       | 7     | Себастьян Самуельссон    | Швеція                     |     |                  |             |
|       | 8     | Ветле Шостад Крістіансен | Норвегія                   |     |                  |             |
|       | 9     | Стурла Гольм Легрейд     | Норвегія                   |     |                  |             |
|       | 10    | Олександр Логінов        | Олімпійський комітет Росії |     |                  |             |
|       | 11    | Сімон Детьє              | Франція                    |     |                  |             |
|       | 12    | Бенедикт Долль           | Німеччина                  |     |                  |             |
|       | 13    | Фаб'єн Клод              | Франція                    |     |                  |             |
|       | 14    | Теро Сеппяля             | Фінляндія                  |     |                  |             |
|       | 15    | Йоганнес Кюн             | Німеччина                  |     |                  |             |
|       | 16    | Максим Цвєтков           | Олімпійський комітет Росії |     |                  |             |
|       | 17    | Роман Рес                | Німеччина                  |     |                  |             |
|       | 18    | Мартін Понсілуома        | Швеція                     |     |                  |             |
|       | 19    | Лукас Гофер              | Італія                     |     |                  |             |
|       | 20    | Дмитро Підручний         | Україна                    |     |                  |             |
|       | 21    | Скотт Гоу                | Канада                     |     |                  |             |
|       | 22    | Фелікс Ляйтнер           | Австрія                    |     |                  |             |
|       | 23    | Домінік Віндіш           | Італія                     |     |                  |             |
|       | 24    | Артем Прима              | Україна                    |     |                  |             |
|       | 25    | Крістіан Гоу             | Канада                     |     |                  |             |
|       | 26    | Зімон Едер               | Австрія                    |     |                  |             |
|       | 27    | Філіпп Наврат            | Німеччина                  |     |                  |             |
|       | 28    | Яков Фак                 | Словенія                   |     |                  |             |
|       | 29    | Міхал Крчмарж            | Чехія                      |     |                  |             |
|       | 30    | Жуль Бурнотт             | Канада                     |     |                  |             |